# Lo Poget
Lo Poget (en francès Le Pouget) és un municipi occità del Llenguadoc, situat al departament de l'Erau i a la regió d'Occitània.